# Metaboliet
Metabolieten ('stofwisselingsproducten') zijn de organische tussen- of eindproducten, die ontstaan na verwerking, tijdens de stofwisseling, van een gegeven stof in een willekeurig organisme: micro-organismen als bacteriën en andere eencelligen, planten en dieren. Metabolieten zijn bijvoorbeeld: aminozuren, adenosinetrifosfaat (ATP), alkaloïden, glycosiden.

## Metaboloom en metabolomica
Het metaboloom is het geheel van metabolieten op het niveau van de cel of van een geheel organisme (naar analogie met genoom, chondroom, proteoom). Hoewel grote moleculen (zoals eiwitten) ook producten zijn van het metabolisme (stofwisseling), worden in principe alleen kleine biomoleculen tot het metaboloom gerekend. Lipiden worden niet altijd gerekend tot het metaboloom. Metabolomics is het deelgebied van de biochemie dat het metaboloom bestudeert.

## Metabolisme van medicijnen
In het geval van medicijn- of farmacagebruik worden met 'metabolieten' de eindproducten bedoeld die na het metabolisme van het ingenomen medicijn (biotransformatie) overblijven. Metabolisme (verwerking) van medicijnen en veel andere lichaamsvreemde stoffen vindt plaats in de lever. Cytochroom P450 is een bekende klasse van enzymen die ingenomen medicijnen in de lever verwerken; daarbij ontstaan actieve metabolieten: producten die in het lichaam een farmaceutische werking hebben.